# ELK1
ELK1 (англ. ELK1, ETS transcription factor) – білок, який кодується однойменним геном, розташованим у людей на X-хромосомі. Довжина поліпептидного ланцюга білка становить 428 амінокислот, а молекулярна маса — 44 888.
| 10         |  | 20         |  | 30         |  | 40         |  | 50         |
| ---------- |  | ---------- |  | ---------- |  | ---------- |  | ---------- |
| MDPSVTLWQF |  | LLQLLREQGN |  | GHIISWTSRD |  | GGEFKLVDAE |  | EVARLWGLRK |
| NKTNMNYDKL |  | SRALRYYYDK |  | NIIRKVSGQK |  | FVYKFVSYPE |  | VAGCSTEDCP |
| PQPEVSVTST |  | MPNVAPAAIH |  | AAPGDTVSGK |  | PGTPKGAGMA |  | GPGGLARSSR |
| NEYMRSGLYS |  | TFTIQSLQPQ |  | PPPHPRPAVV |  | LPSAAPAGAA |  | APPSGSRSTS |
| PSPLEACLEA |  | EEAGLPLQVI |  | LTPPEAPNLK |  | SEELNVEPGL |  | GRALPPEVKV |
| EGPKEELEVA |  | GERGFVPETT |  | KAEPEVPPQE |  | GVPARLPAVV |  | MDTAGQAGGH |
| AASSPEISQP |  | QKGRKPRDLE |  | LPLSPSLLGG |  | PGPERTPGSG |  | SGSGLQAPGP |
| ALTPSLLPTH |  | TLTPVLLTPS |  | SLPPSIHFWS |  | TLSPIAPRSP |  | AKLSFQFPSS |
| GSAQVHIPSI |  | SVDGLSTPVV |  | LSPGPQKP   |  |            |  |            |

A: Аланін

C: Цистеїн

D: Аспарагінова кислота

E: Глутамінова кислота

F: Фенілаланін

G: Гліцин

H: Гістидин

I: Ізолейцин

K: Лізин

L: Лейцин

M: Метіонін

N: Аспарагін

P: Пролін

Q: Глутамін

R: Аргінін

S: Серин

T: Треонін

V: Валін

W: Триптофан

Кодований геном білок за функціями належить до активаторів, фосфопротеїнів. 
Задіяний у таких біологічних процесах, як транскрипція, регуляція транскрипції, альтернативний сплайсинг. 
Білок має сайт для зв'язування з ДНК. 
Локалізований у ядрі.